# Marnes
Marnes és una partida que pertany al municipi de Llíber, al sud de la comarca de la Marina Alta, al País Valencià.

## Situació geogràfica
Aquesta partida està situada a uns 500 metres sobre el nivell de la mar, al S.O. del terme municipal. Dista 6 quilòmetres de la població de Llíber. Actualment compta amb unes 30 cases aïllades. Predominen els cultius de secà, principalment l'ametller. La forma de conreu és l'habitual en les terres muntanyenques de La Marina: les clàssiques terrasses abancalades separades per marges de pedra seca. Les propietats són de menuda extensió i escassa rendibilitat.